# نیو هیبرن (میسیسیپی)
نیو هیبرن (به انگلیسی: New Hebron) شهرکی در ایالت میسیسیپی کشور ایالات متحده آمریکا است که جمعیت آن در سرشماری سال ۲۰۱۰ میلادی، ۴۴۷
نفر بوده‌است.